# Ceel Garas (Bakool)
Ceel Garas (ook: Ceel-Garas, El Garas)
is een dorp in het district Hudur (Xudur) in de regio Bakool in Zuid-Somalië.
Ceel Garas ligt 267 km ten noordwesten van Mogadishu, halverwege Hudur (de hoofdstad van Bakool, 36,2 km naar het westen,) en Tayeeglow (36,3 km naar het zuidoosten). De dichtstbijzijnde dorpen zijn Dudumaale (13,3 km richting Hudur) en Ceel Ya (17 km naar het zuidwesten). Ceel Garas heeft een hoofdstraat van een kleine 400 m lang die in het midden breder is, als een soort langwerpig plein. Aan weerszijden staan gebouwtjes met golfplaten daken; daarachter heeft het dorp meer de structuur van een Afrikaanse nederzetting, met individuele hutten in ronde omheiningen met daartussen een wirwar van paadjes.

## Klimaat
Ceel Garas (El Garas) heeft een tropisch savanneklimaat met geringe temperatuurfluctuaties. De gemiddelde jaartemperatuur is 27,0 °C. Maart is de warmste maand, gemiddeld 29,0 °C; juli is het koelste, gemiddeld 25,0 °C. De jaarlijkse regenval bedraagt ca. 341 mm (ter vergelijking: Nederland ca. 800 mm). Er zijn twee duidelijke droge seizoenen: van december t/m maart en juni t/m september, en twee regenseizoenen: in april-mei (de zgn. Gu-regens) en oktober-november (de zgn. Dayr-regens). April is het natst: in die maand valt bijna 1/3 van de jaarlijkse hoeveelheid neerslag. Overigens kan de neerslag van jaar tot jaar sterk variëren.